# Plavební znak

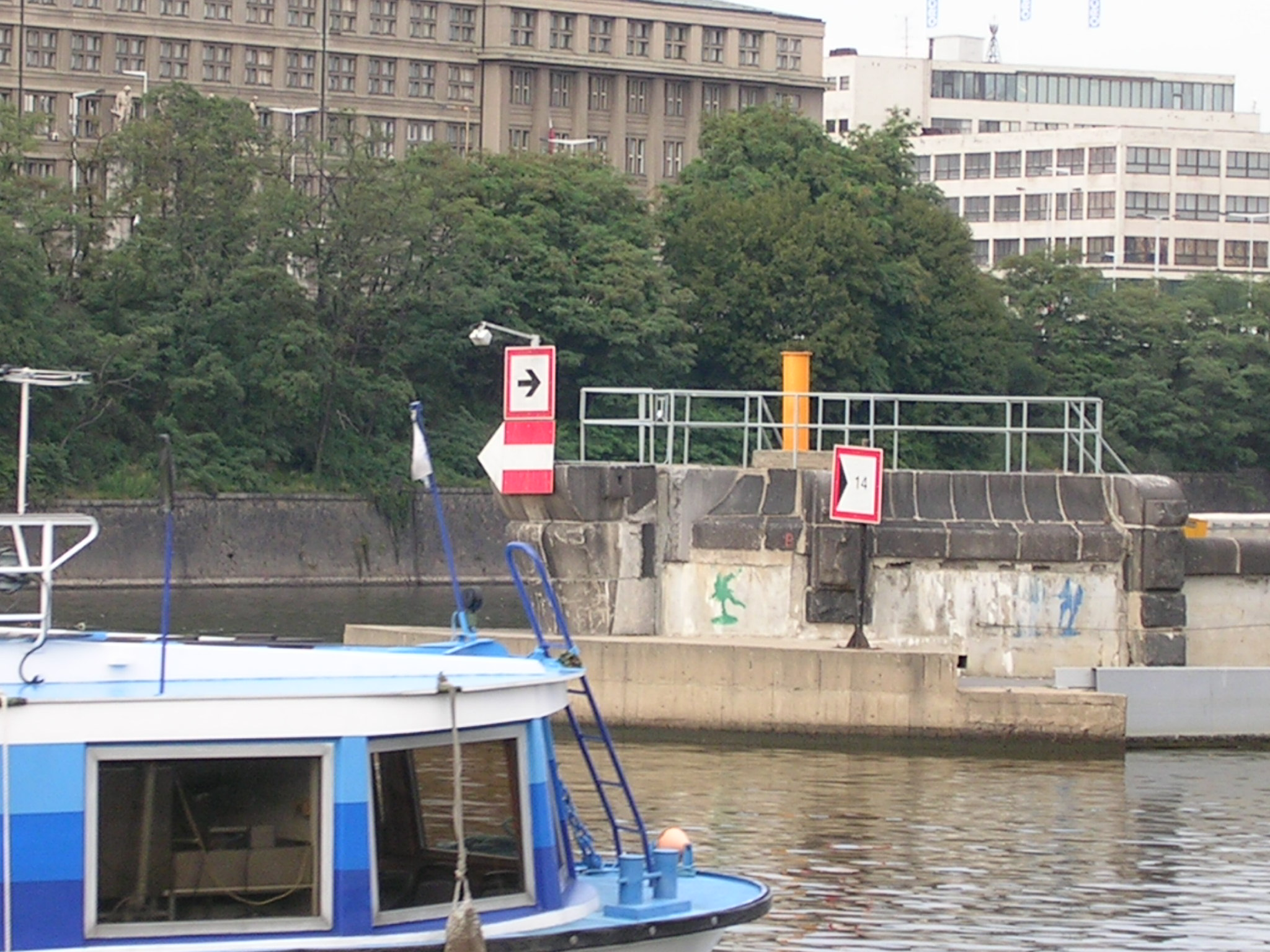
ostrov Štvanice (značky: příkaz plout vpravo a zákaz proplutí vlevo, omezení šířky plavební dráhy

Plavební znak nebo též signální znak je značka, jíž je vybavena vodní dopravní cesta a která dává pokyn, zákaz nebo informaci vůdci plavidla. Plavební znaky jsou obdobou silničních dopravních značek. Plavební znaky jsou buď plovoucí (bóje nebo plováky) nebo pobřežní, popřípadě mohou být umístěny na mostech, stavbách vodních děl atd.

## Signální znaky v české vnitrozemské plavbě
Plavební znaky na českých vodních cestách stanoví Řád plavební bezpečnosti, který byl vydán vyhláškou č. 344/1991 Sb. na základě zmocnění Zákonem o vnitrozemské plavbě (starý 26/1964 Sb., nový 114/1995 Sb.). Signální znaky jsou zavedeny zejména v příloze č. 7 a 8 vyhlášky.
Na úsecích, kde se plaví jen malá plavidla, mohou být místo znaků určených Řádem plavební bezpečnosti umístěny výstražné nebo informativní značky nebo nápisy pro sportovní a rekreační plavbu umístěné sportovními nebo jinými organizacemi po dohodě se správcem toku. (čl. 9.05 ŘPB)
Plavební značky, například značky na břehu, bóje na hladině atd. nesmí neoprávněné osoby poškozovat, pozměňovat ani přemisťovat, rovněž je zakázáno používat světla, vlajky nebo tabule zaměnitelné se signály dle ŘPB (§ 28 zák. 114/1995 Sb., čl. 1.13 a 3.07 Řádu plavební bezpečnosti).

### Signalizace pro řízení plavby

#### Zákazové signální znaky

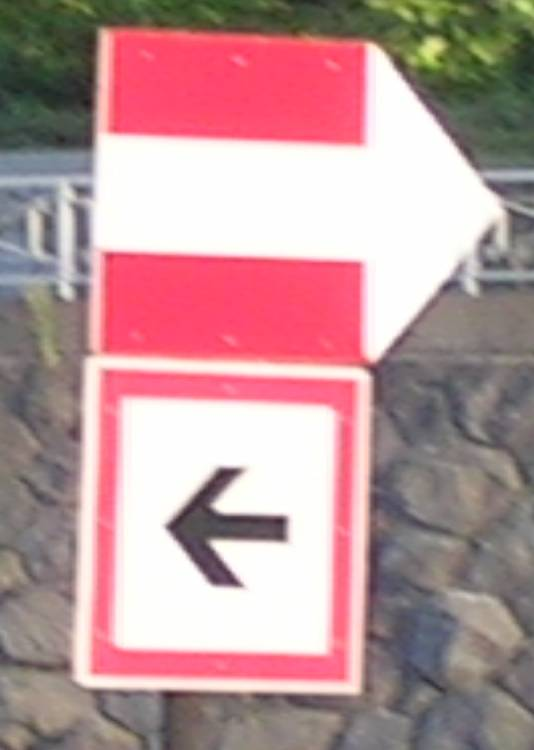
zákaz proplutí vpravo a příkaz plout vlevo

- A.1 Zákaz proplutí: červená tabule s bílým vodorovným pruhem uprostřed, jedno nebo dvě červená světla nebo vlajky.
- A.2 Zákaz předjíždění
- A.3 Zákaz vzájemného předjíždění sestav
- A.4 Zákaz potkávání a předjíždění
- A.5 Zákaz stání (na kotvě nebo vyvazování u břehu) (A.5.1 s vyznačeno šířkou, pro niž zákaz platí)
- A.6 Zákaz kotvení, vlečení kotev, lan a řetězů
- A.7 Zákaz vyvazování ke břehu
- A.8 Zákaz provádět obrat
- A.9 Zákaz vytvářet vlnobití nebo sání
- A.10 Zákaz plavby mimo vyznačený prostor (v mostních otvorech nebo jezovými poli)
- A.11 Proplutí je zakázáno, ale je třeba připravit se k plavbě (světelný signál)
- A.12 Zákaz plavby plavidel s vlastním pohonem
- A.13 Zákaz plavby všech sportovních a rekreačních plavidel
- A.14 Zákaz vodního lyžování
- A.15 Zákaz plavby plachetnic
- A.16 Zákaz plavby plavidel, která nejsou plachetnicemi a ani nemají vlastní pohon
- A.17 Zákaz plavby plováků s plachtou (windsurfů)
- A.18 Zákaz plavby malých plavidel dosahujících vysoké rychlosti
- A.19 Zákaz spouštění plavidel na vodu

#### Příkazové signální znaky
- B.1 Příkaz plout ve směru stanoveném šipkou
- B.2.a Příkaz plout ke straně plavební dráhy, která je po levém boku
- B.2.b Příkaz plout ke straně plavební dráhy, která je po pravém boku
- B.3.a Příkaz přidržovat se strany plavební dráhy, která je po levém boku
- B.3.b Příkaz přidržovat se strany plavební dráhy, která je po pravém boku
- B.4.a Příkaz přeplout na stranu plavební dráhy, která je po levém boku
- B.4.b Příkaz přeplout na stranu plavební dráhy, která je po pravém boku
- B.5 Příkaz zůstat stát v případech stanovených Řádem
- B.6 Příkaz nepřekračovat stanovenou rychlost (v km/h)
- B.7 Příkaz dát zvukový signál
- B.8 Příkaz zachovávat zvláštní pozornost
- B.9.a Povinnost přesvědčit se před vplutím na hlavní vodní cestu, zda tento manévr nepřinutí plavidla na hlavní vodní cestě změnit směr nebo rychlost plavby
- B.9.b Povinnost přesvědčit se před vplutím na hlavní vodní cestu nebo před jejím křížením, zda tento manévr nepřinutí plavidla na hlavní vodní cestě změnit směr nebo rychlost plavby
- B.9.c Povinnost přesvědčit se před vplutím na hlavní vodní cestu, zda tento manévr nepřinutí plavidla na hlavní vodní cestě změnit směr nebo rychlost plavby
- B.9.d Povinnost přesvědčit se před vplutím na hlavní vodní cestu, zda tento manévr nepřinutí plavidla na hlavní vodní cestě změnit směr nebo rychlost plavby
- B.10 Plavidla plující po hlavní vodní cestě mají, pokud je to nutné, přizpůsobit svůj směr nebo rychlost plavby, aby umožnila výjezd plavidlům opouštějícím přístav nebo vedlejší vodní cestu
- B.11.a Příkaz uvést do provozu radiofonní stanici
- B.11.b Příkaz uvést do provozu radiofonní stanici na vyznačeném kanálu

#### Omezující signální znaky

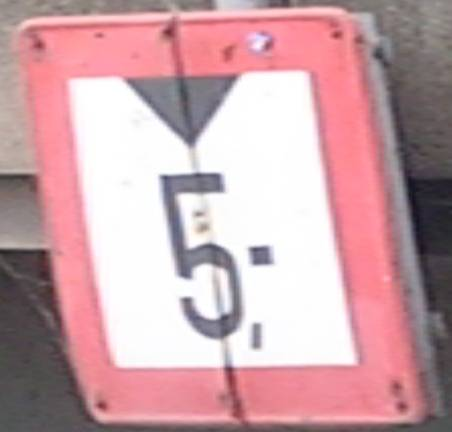
podjezdná výška omezena

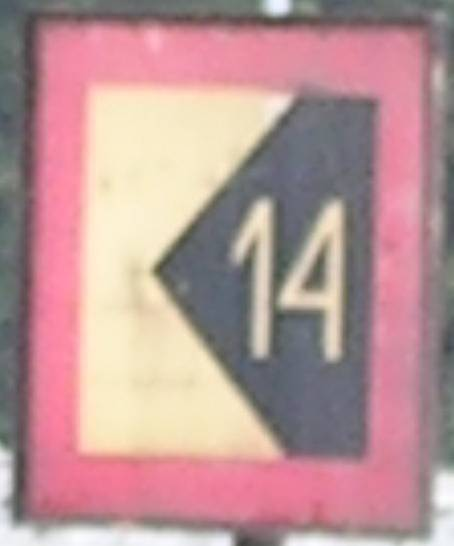
šířka plavební dráhy omezena

- C.1 Hloubka je omezena (pokud je uvedeno číslo, stanoví hloubku v metrech)
- C.2 Průjezdní výška je omezena (pokud je uvedeno číslo, stanoví průjezdní výšku od vodní hladiny v metrech)
- C.3 Šířka plavebního profilu nebo šířka plavební dráhy je omezena (pokud je uvedeno číslo, stanoví šířku plavebního profilu nebo plavební dráhy v metrech)
- C.4 Omezení v plavbě, s nimiž je nutno se seznámit "INFORMUJTE SE"
- C.5 Plavební dráha je vzdálena od pravého (levého) břehu; číslo na signálním znaku stanoví vzdálenost v metrech od znaku, kterou musí plavidla dodržovat

#### Doporučující signální znaky
- D.1.a Doporučené proplouvání v obou směrech
- D.1.b Doporučené proplouvání jenom v jednom směru (proplouvání v protisměru je zakázáno)
- D.2 Doporučení držet se v určeném prostoru (v mostních otvorech nebo v jezových polích)
- D.3 Doporučuje se plout ve směru šipky nebo ve směru od stálého světla k blikavému světlu

#### Upozorňující (informativní) signální znaky

povolené stání

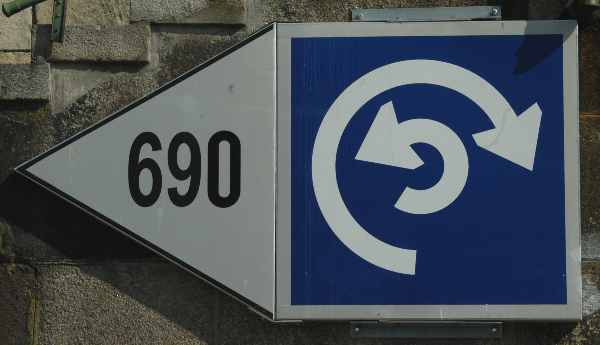
místo doporučené pro obrat (E.8)

- E.1 Povolení proplutí (obecný signální znak): tabule nebo jedno nebo dvě zelená světla
- E.2 Křižování vzdušným kabelem
- E.3 Jez
- E.4.a Převozní lodě, které neplují volně (s vodičem, kyvadlové přívozy)
- E.4.b Převozní lodě plující volně
- E.5 Povolené stání (na kotvě nebo vyvázání u břehu)
- E.5.1 Stání povoleno v šířce uvedené na znaku v metrech
- E.5.2 Stání povoleno v šířce pásma, vymezené dvěma vzdálenostmi vyznačenými na signálním znaku v metrech
- E.5.3 Maximální počet plavidel, která smějí stát těsně vedle sebe
- E.5.4 Místo vyhrazené pro stání plavidel určených k plavbě tlačením, která nemusí na základě čl. 3.14 nést jedno, dvě nebo tři modrá světla, nebo na základě čl. 3.32 jeden, dva nebo tři modré kužele
- E.5.5 Místo vyhrazené pro stání plavidel určených k plavbě tlačením, která musí nést modré světlo nebo modrý kužel
- E.5.6 Místo vyhrazené pro stání plavidel určených k plavbě tlačením, která musí nést dvě modrá světla nebo dva modré kužele
- E.5.7 Místo vyhrazené pro stání plavidel určených k plavbě tlačením, která musí nést tři modrá světla nebo tři modré kužele
- E.5.8 Místo vyhrazené pro stání plavidel, mimo plavidel určených k plavbě tlačením, která nemusí nést jedno, dvě

nebo tři modrá světla nebo jeden, dva nebo tři modré kužele
- E.5.9 Místo vyhrazené pro stání plavidel, mimo plavidel určených k plavbě tlačením, která musí nést modré světlo nebo modrý kužel
- E.5.10 Místo vyhrazené pro stání plavidel, mimo plavidel určených k plavbě tlačením, která musí nést dvě modrá světla nebo dva modré kužele
- E.5.11 Místo vyhrazené pro stání plavidel, mimo plavidel určených k plavbě tlačením, která musí nést tři modrá světla, nebo tři modré kužele
- E.5.12 Místo vyhrazené pro stání všech plavidel, která nemusí nést jedno, dvě nebo tři modrá světla nebo jeden, dva nebo tři modré kužele
- E.5.13 Místo vyhrazené pro stání všech plavidel, která musí nést modré světlo nebo modrý kužel
- E.5.14 Místo vyhrazené pro stání všech plavidel, která musí nést dvě modrá světla nebo dva modré kužele
- E.5.15 Místo vyhrazené pro stání všech plavidel, která musí nést tři modrá světla nebo tři modré kužele
- E.6 Povolené kotvení, vlečení kotev, lan nebo řetězů
- E.7 Povolené vyvazování u břehu
- E.7.1 Povolené stání plavidel za účelem naložení nebo vyložení vozidla
- E.8 Místo doporučené pro obrat
- E.9.a–g Plavidlo pluje po hlavní vodní cestě. Má přednost před plavidly na vedlejší vodní cestě
- E.10.a–d Plavidlo pluje po vedlejší vodní cestě. Musí dát přednost plavidlům na hlavní vodní cestě
- E.11 Konec zákazu nebo příkazu platného pro plavbu v jednom směru nebo konec omezení
- E.12 Předsignální znaky - jedno nebo dvě bílá světla:
  - stálé světlo (světla): zůstat stát, pokud to vyžadují ustanovení Řádu
  - blikavé světlo (světla): můžete pokračovat v plavbě
- E.13 Místo odběru pitné vody
- E.14 Telefonní stanice
- E.15 Plavba plavidel s vlastním pohonem povolena
- E.16 Plavba sportovních a rekreačních plavidel povolena
- E.17 Vodní lyžování povoleno
- E.18 Plavba plachetnic povolena
- E.19 Plavba plavidel, které nejsou plachetnicemi ani nemají vlastní pohon, povolena
- E.20 Plavba na plovácích s plachtou (windsurfech) povolena
- E.21 Plavba malých plavidel, dosahujících vysoké rychlosti, povolena
- E.22 Doporučené místo ke spouštění plavidel na vodu
- E.23 Možnost získání informací radiofonickým spojením na vyznačeném kanálu

#### Doplňující signální znaky
- Tabulky určující vzdálenost
- Doplňující světelný signál: bíle svítící šipka, jíž je doplněn významový světelný signál
- Šipky vyznačující úsek, na který se vztahuje význam základního signálního znaku.
- Tabulky s nápisy, které vysvětlují nebo upřesňují význam základního signálního znaku.

### Vytyčení vodních cest

#### Plovoucí signální znaky pro označení okrajů plavební dráhy

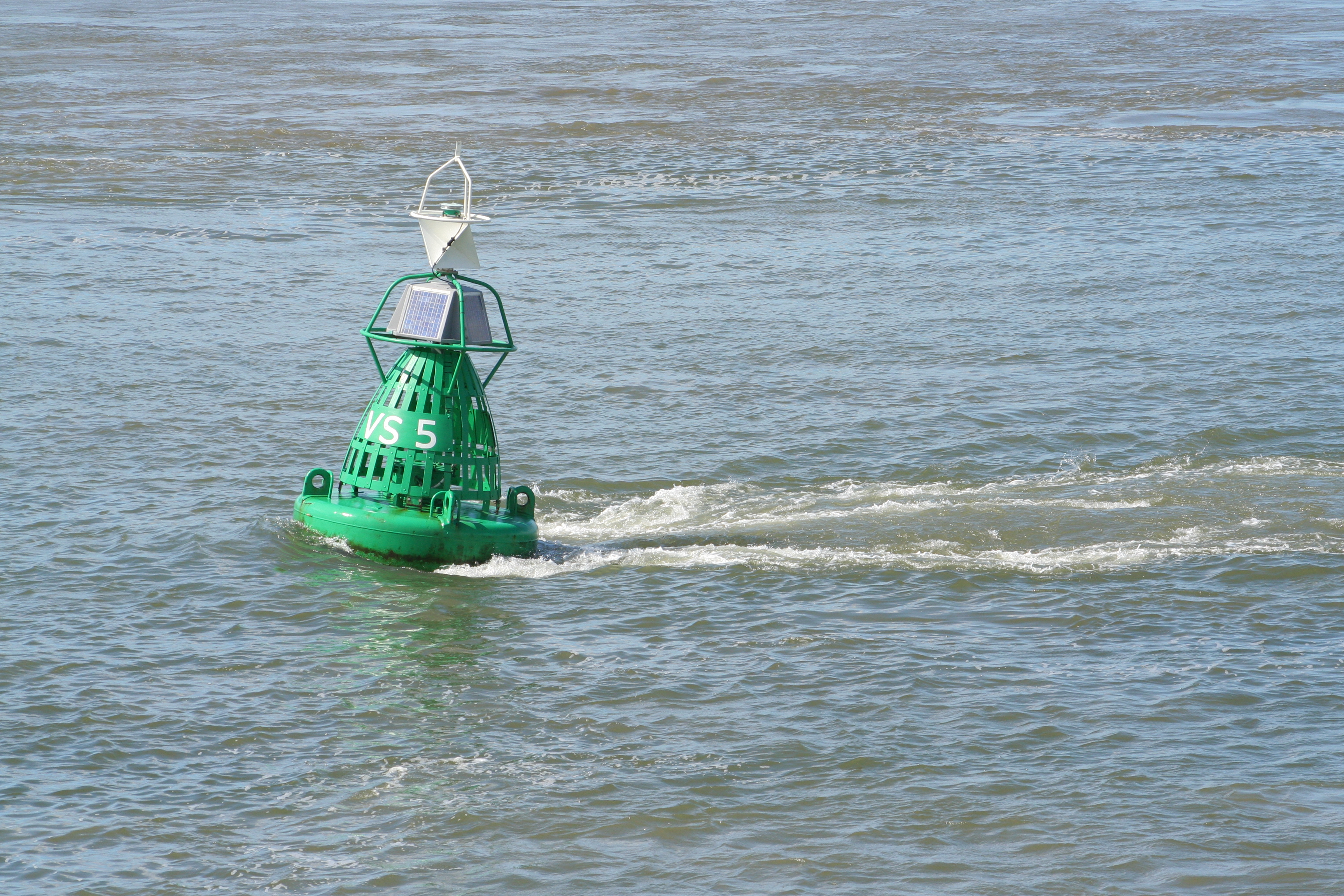
bóje VS5 v Nizozemsku

- Pravá strana plavební dráhy: červená válcová bóje nebo bóje s vrcholovým znakem (červený válec) nebo plovatka. Může být použito červené jednotlivě probleskové světlo, zpravidla i radarový odražeč.
- Levá strana plavební dráhy: zelená kuželová bóje nebo bóje s vrcholovým znakem (zelený kužel) nebo plovatka. Může být použito zelené jednotlivě probleskové světlo, zpravidla i radarový odražeč.
- Rozdělení plavební dráhy: zeleně a červeně vodorovně pruhovaná kulová bóje nebo bóje s vrcholovým znakem (červená koule) nebo plovatka. Může být použito bílé nepřetržitě rychle probleskové nebo bílé stejnoměrně přerušované světlo (může být bílé skupinově probleskové se třemi problesky ve skupině), zpravidla i radarový odražeč. Pokud je vrcholový znak ve tvaru červeného válce nebo zeleného kužele, označuje, kterou stranou se přednostně pluje.
- Bílé písmeno P na červených nebo zelených bójích znamená, že plavební dráha vede kolem míst stání.

#### Břehové signální znaky pro označení polohy plavební dráhy
- Signální znaky na břehu vyznačující polohu plavební dráhy vzhledem ke břehům
  - Plavební dráha při pravém břehu: sloupek s vrcholovým znakem ve tvaru červeného čtverce nebo čtvercového rámu situovaných na základnu
  - Plavební dráha při levém břehu: sloupek s vrcholovým znakem ve tvaru zeleno-bílého po úhlopříčce půleného čtverce stojícího na vrcholu nebo zeleného čtvercového rámu stojícího na vrcholu.
- Přechodové signální znaky
  - Pravý břeh: sloupek s žlutočerným vrcholovým znakem (svislá černá čára obklopená žlutými) nebo žlutý kříž se svislým a vodorovným ramenem
  - Levý břeh: sloupek s žlutočerným vrcholovým znakem (svislá černá čára na žlutém čtverci stojícím na vrcholu) nebo žlutý ležatý kříž.

#### Signální znaky označující nebezpečná místa a plavební překážky
- Pevné signální znaky
  - Pravý břeh
  - Levý břeh
  - Rozdělení plavební dráhy
  - Ústí, vjezdy do přístavních bazénů
- Plovoucí signální znaky
  - Pravý břeh
  - Levý břeh

#### Doplňující signalizace pro plavbu pomocí radiolokátoru
- Signální znaky pro označení mostních pilířů: žlutý plovák nebo bóje nebo nosič s radarovým odražečem
- Označování vzdušných elektrických vedení

#### Doplňující signalizace na jezerech a jiných rozlehlých vodních cestách

Diagram kardinálních znaků, jak jsou rozmístěny kolem nebezpečné oblasti (červená uprostřed) a jejich rozlišení během dne (barvou a znakem na vrcholu) a v noci (blikající světlo – je-li instalováno)

- Signální znaky vyznačující nebezpečná místa, plavební překážky a překážky zvláštního charakteru
  - Kardinální signální znaky sever, východ, jih a západ: žlutočerné plovatky nebo tyče na plováku, které vymezují příslušnou hranici nebezpečné zóny. Například severní kardinální znak vymezuje severní okraj nebezpečí, je bezpečné plout severně od něj.
  - Signální znaky označující zvlášť nebezpečná místa: černočervené plovatky nebo tyče s vrcholovým znakem dvou černých koulí nad sebou
- Signální znaky vyznačující osu plavební dráhy, střed plavební dráhy a místa přistávání
  - Signální znaky pro vyznačení bezpečných vod: svisle červeno-bíle pruhovaná kulová bóje nebo plovatka či tyč s vrcholovým znakem červené koule.
- Signalizace povětrnostní situace na jezerech
  - Upozornění na nutnost zachovávat zvláštní pozornost: žluté probleskové světlo asi se 40 problesky za minutu
  - Upozornění na hrozící nebezpečí: žluté probleskové světlo asi s 90 problesky za minutu

#### Signalizace na uzavřených nebo vyhrazených místech vodních cest
- Speciální znaky: žluté bóje nebo jiné znaky s vrcholovým znakem jedno žluté X. Konkrétní specifikace může být uvedena na bójích anebo na značkách umístěných na břehu.

#### Bóje zvláštního použití
Bóje používané k jiným účelům mají být především bílé. Mohou na nich být vyznačeny piktogramy.

#### Vjezdy do přístavních bazénů
- Signalizace vjezdu